# La Marca amarilla
La Marca Amarilla (en el francés original, La Marque jaune) una historieta creada en 1953 por el autor belga Edgar Pierre Jacobs, la sexta de su serie Blake y Mortimer.

## Trayectoria editorial
Al igual que las otras aventuras de Blake et Mortimer, La Marca amarilla se publicó por entregas en el seno de "Le Journal de Tintin", recopilándose en abril de 1956 en forma de álbum.
En España, esta historieta fue publicada en 1982 en los números 13 a 17 de la revista "Cairo". En formato de álbum, primero fue editada por Ediciones Junior en 1984; y luego, por Norma en el 2000. Después, en el 2005 se publicó por entregas en el diario "El País".

## Argumento
Por las calles de Londres actúa un misterioso gánster: la Marca Amarilla. Ese hombre, con una increíble seguridad de sí mismo y una gran sangre fría, avisa a la prensa de que va a actuar, cumple y encima deja su firma: una extraña "M" (probablemente la letra MU del alfabeto griego) con tiza amarilla. Tras el atraco a un museo, a un banco y otras sorprendentes actuaciones, como robar la Corona Real de Inglaterra, el capitán Francis Blake recibe la orden de atrapar a tan peligroso sujeto. Para ello llama a su fiel amigo Philip Mortimer. Después de poner a Mortimer al corriente de todo en el club al que están afiliados, aparecen cuatro personas: Vernay, (científico) Calvin, (juez) Septimus (científico) y Macomber (redactor jefe de un periódico). Mantienen una breve conversación, y después, debido a la hora, se marchan a sus casas. Sin embargo, esa noche, Vernay es secuestrado por la Marca Amarilla. Tras él también son secuestrados Macomber, Calvin y Septimus. Todas las veces la Marca Amarilla intenta disuadir a Blake y a Mortimer de perseguirle. Entonces Mortimer se da cuenta de que aquellos secuestros no son golpes tan espectaculares como antes, y piensa que detrás hay otro motivo, como un intento de venganza, así que empieza a leer todos los periódicos, retrocediendo de año en año. Así descubre un asunto en el que Macomber, Calvin y Vernay están implicados: Un libro cuyo argumento se desconoce hizo que ellos tres pusieran verde al autor, cuyo pseudónimo es John Wade. Entonces Mortimer busca ese libro en la biblioteca real, pero la Marca Amarilla se lo lleva antes. A la noche siguiente la Marca Amarilla se presenta en casa de Blake y Mortimer, pero en su subconsciente parece haber una fuerza hostil que le impide actuar como de costumbre, y acaba huyendo. Tras eso Septimus escribe una carta a Blake para que se presente en un lugar de los muelles, ya que tiene algo que decirle. Blake acude, mientras Mortimer se queda en la casa. Pero este tiene una agradable sorpresa: uno de los trabajadores del periódico de Macomber ha logrado encontrar el famoso libro. Mortimer lo lee, y descubre una idea que le hace ponerse los pelos de punta. Entonces intenta detener la operación, ya que Blake está en peligro de muerte. Blake logra salvar la vida, y Mortimer, que se había desplazado al lugar de los hechos, descubre a la Marca Amarilla, a la que persigue hasta su escondite. Entonces ve a Septimus hablando a la Marca Amarilla, a la que despoja de su máscara. Resulta que la Marca Amarilla es Olrik, el criminal más buscado del planeta. Y parece que está obedeciendo a Septimus. Mortimer avanza hacia dicha persona, pero éste le hipnotiza.
Tiempo después Mortimer se despierta, y Septimus se lo cuenta todo: Ha creado un aparato, el telecefaloscopio, que permite controlar los impulsos cerbrales, es decir, permite controlar la mente de otro sujeto. Ese invento lo publicó en su libro (el famoso libro dicho anteriormente). Pero debido a las críticas recibidas se marchó a Sudán. Allí descubrió a un hombre que había perdido la razón, y se le ocurrió probar con él el telecefaloscopio. Tras comprobar su funcionamiento, decidió vengarse de Macomber, Vernay y Calvin. Entonces metió a Mortimer en una celda para hacerle también su esclavo, pero Mortimer logra escapar e intentar pedir socorro por radio.
Por otro lado, Blake y sus hombres descubren el libro, y se asombran al ver la letra de Septimus, a cuya casa van, descubriendo la entrada al laboratorio de Septimus.
Mortimer es descubierto por Septimus y Olrik. En un esfuerzo trata de romper la hipnosis de Olrik, ya que el telecefaloscopio no funcionaba sobre el subconsciente. Grita  "¡por Horus, detente!". El efecto es fulminante. Olrik cae, y septimus dispara. Pero su enojo le hace fallar, reventando el telecefaloscopio. Entonces Olrik mata al profesor y huye al ver a los policías, que acababan de entrar. Además, Vernay Macomber y Calvin son deshipnotizados debido a la explosión del telecefaloscopio, y los policías encuentran los botines de la Marca Amarilla los cuadros, dinero, la Corona Real, etc.